# Йовково
Йо̀вково е село в Североизточна България. То се намира в община Генерал Тошево, област Добрич.

## География
Село Йовково се намира на 4 км от Кардам, на 12 км от общинския център Генерал Тошево, на 35 км северно от областния център Добрич, на 87 km от областния град Варна и на 511 км от столицата София. Селото се намира на 1 км от българо-румънската граница. Разстоянието до съседното село от румънска страна Негру Вода е около 9 км.

## История
През 1942 г. селото е преименувано от Чифут Куюсу на Йовково.

## Население
Преброяване на населението през 2011 г.
Численост и дял на етническите групи според преброяването на населението през 2011 г.:
|                     | Численост | Дял (в %) |
| Общо                | 292       | 100,00    |
| Българи             | 20        | 6,84      |
| Турци               | 234       | 80,13     |
| Цигани              | 0         | 0,00      |
| Други               | 0         | 0,00      |
| Не се самоопределят | 0         | 0,00      |
| Неотговорили        | 0         | 0,00      |